# Corpuscularia britteniae
Corpuscularia britteniae là một loài thực vật có hoa trong họ Phiên hạnh. Loài này được (L.Bolus) H.E.K.Hartmann mô tả khoa học đầu tiên năm 2002 publ. 2001.